# Paleo Trikeri
Paleo Trikeri (griechisch Παλαιό Τρίκερι ‚Alt-Trikeri‘ (n. sg.), Aussprache [palɛˈɔ ˈtrikʲeri]; auch Trikeri Τρικέρι) ist eine kleine Insel im Pagasitischen Golf am Fuße der Pilio-Halbinsel. Sie gehört zum Gemeindegebiet von Notio Pilio der griechischen Region Thessalien.
Es geht die Sage, dass dort die Argo, das Schiff der Argonauten gelandet sei, um neu verpecht zu werden.
Paleo Trikeri ist, im Unterschied zum Dorf Trikeri auf dem Festland, kaum mehr bewohnt. Die Volkszählung von 2011 weist 59 dort gemeldete Einwohner auf. Die Insel hat eine lange Geschichte, die vor allem in christlichen Zeiten bedeutsam war: Die Kirche Aghia Sofia, nach der noch heute eine Bucht heißt, ist inzwischen dem Meer verfallen. Es existieren noch vier weitere Kirchen auf der Insel.
Der Legende nach soll einst eine wundertätige Ikone auf der Insel gefunden worden sein. Für diese wurde angeblich eine Kirche und später ein Kloster gebaut. Die Ikone existiert noch. Immer am 9. September finden sich Menschen aus dem gesamten Sporadengebiet ein, um die Ikone zu verehren und ein gemeinsames Fest zu feiern.
Paleo Trikeri ist ein für die Orthodoxe Kirche von Griechenland heiliger Ort. Es gibt die Kirche der Panaghia (Gottesmutter) und das Kloster Panaghia Evangelistria, das zwar nie einen Mönch beherbergt hat, aber zu Zeiten des Osmanischen Reichs den Olivenpflückerinnen als Heimstatt diente.
Im Zweiten Balkankrieg verwandelten die griechischen Behörden die fast unbewohnte Insel Trikeri in ein Lager für bulgarische Kriegsgefangene. Mit dem Ausbruch des Krieges verhafteten die griechischen Militärbehörden Tausende von Bulgaren aus Thessaloniki und anderen Gebieten der Ägäisküste und Makedonien. Zusammen mit gefangenen bulgarischen Soldaten wurden sie in Thessaloniki auf Schiffe verladen und nach Trikeri gebracht, um dort interniert zu werden. Auf dem Weg dorthin wurden einige von ihnen ermordet ihre Leichen in die Ägäis geworfen, darunter der bulgarische Archimandrit Ewlogij von Saloniki und sein Sekretär Christo Batandschiew, einer der Gründer von BMARK.
Die genaue Anzahl der auf der Insel internierten Bulgaren ist unbekannt, es wird jedoch von mehrere tausenden ausgegangen. Auf der verlassenen Inseln musste die Gefangenen unter unmenschlichen Lebensbedingungen leben, wobei es an Unterkünfte, Trinkwasser und Lebensmitteln mangelte. Es gab keine einzige Wasserquelle auf der Insel, und die gelegentlich per Schiff gelieferten Brotsäcke wurden oft ins Meer geworfen. Als die Carnegie-Kommission zur Untersuchung der Kriegsverbrechen in Thessaloniki vor Ort eintraf, erklärten die griechischen Behörden eine Cholera-Epidemie auf der Insel, um die Inspektion zu verhindern.
Nach dem Ende des Balkankrieges, trafen am 9. Oktober 1913 die bulgarischen Schiffe Varna, Boris und Bulgaria in Alt-Trikeri ein, um die Gefangenen zurückzuholen. Die Varna und die Boris fuhren am nächsten Tag mit insgesamt 2.462 ehemaligen bulgarischen Soldaten und 43 Offizieren ab. Am 12. Oktober kehrten alle drei Schiffe mit insgesamt 3.440 ehemaligen Soldaten, 40 Offizieren, 14 bulgarischen Telegrafisten aus Thessaloniki und 8 bulgarischen Eisenbahnarbeitern ins bulgarische Warna zurück.
Im Mai 1914 besuchte der österreich-tschechische Journalist und Schriftsteller Vladimír Sis, unter dem Schutz des deutschen Konsuls in Thessaloniki, die Insel. Er untersuchte und dokumentierte dabei die griechischen Gräueltaten gegen die dort internierten Bulgaren. Dabei berichteten ihm griechische Seeleute, dass teilweise Gefangene ins offene Meer entladen wurden und nur diejenigen die Insel erreichten, die es schafften, ans Ufer zu schwimmen. Die Berichte publizierte er 1914 unter den Titel »Die Gräber von Trikeri«. Im Jahr 1917 schrieb der bulgarische Schriftsteller Konstantin Mutafow das Theaterstück „Der Gefangene von Trikeri“, das 1929 verfilmt und 1993 als Fernsehproduktion adaptiert wurde.
Nach dem Bürgerkrieg in Griechenland wurde Paleo Trikeri erneut für einige Jahre ein Konzentrationslager. Nun wurden hier Frauen inhaftiert, weil sie selbst oder Familienangehörige auf Seiten der linken Volksfront aktiv waren. Etwa 5000 Frauen und Kinder wurden unter schrecklichen Bedingungen auf der Insel gefangen gehalten. Ihre Spuren sind bis heute auffindbar in Form von Back- und Bade-Häusern. Später wurden diese Frauen verlegt, weil sie angeblich zu viel Kontakt (Leuchtzeichen) mit Gesinnungsgenossen im Pilion hatten.

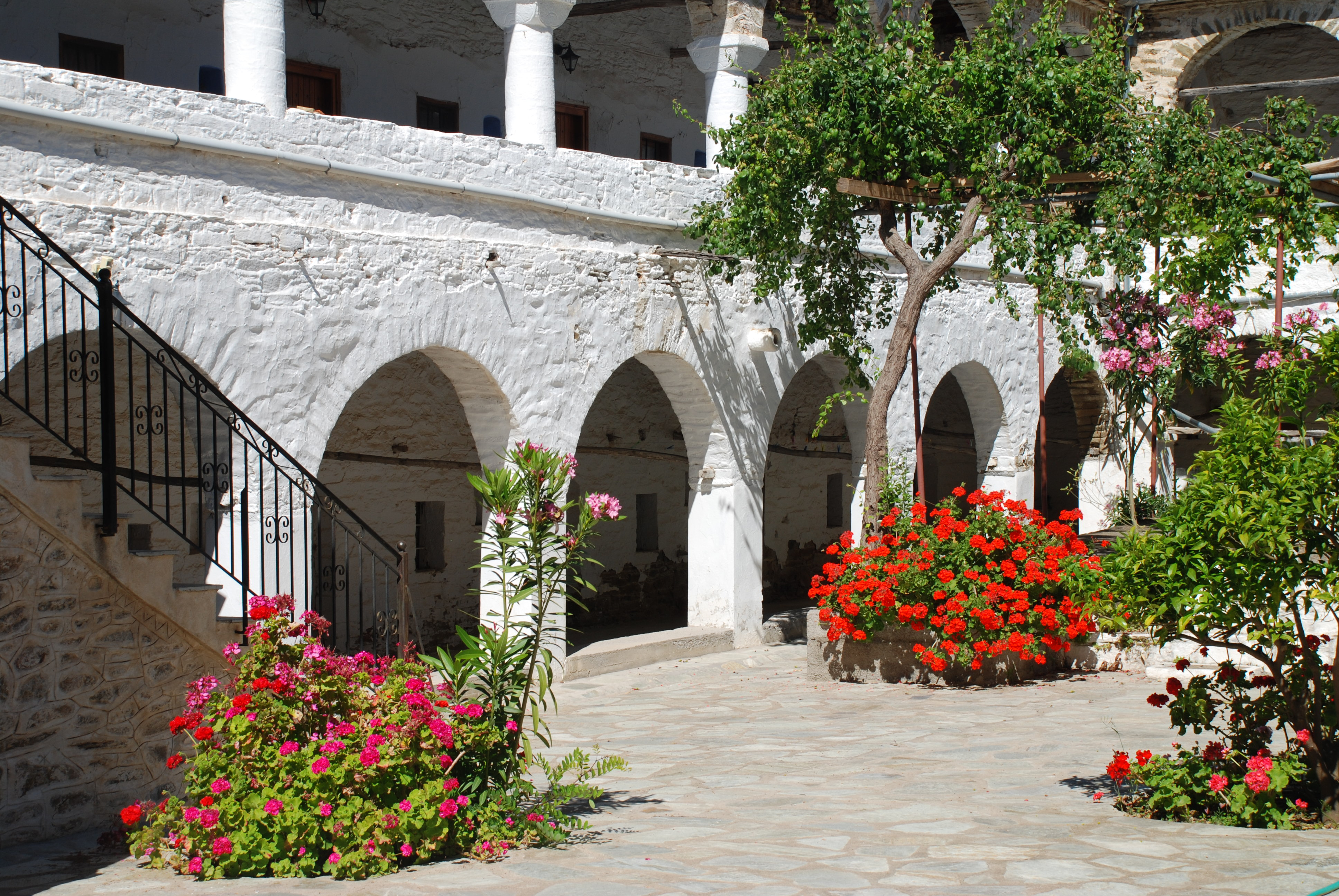
Klosterinnenhof

Von 1957 bis 1969 war das Kloster an den Österreicher Alfons Hochhauser verpachtet. Er betrieb dort zusammen mit seiner griechischen Frau Chariklia eine einfache Pension, die vorwiegend von Gästen aus Deutschland, Österreich und England besucht wurde. Unter anderem beherbergte er die Schriftstellerin Helga Pohl, die im Mai 1963 durch einen Haiunfall auf der Insel ums Leben kam. Der Schriftsteller Ernst Kreuder hat seinen Aufenthalt auf der Insel in der Erzählung „Spur unterm Wasser“ mit verarbeitet.
Paleo Trikeri ist autofrei, es gibt keine Straßen. Auch die Müllabfuhr wird mit Mulis erledigt.
Nordwestlich der Insel liegen drei unbewohnte kleine Eilande, Pythou, Strongyli und Psathou.
Paleo Trikeri ist inzwischen eine Oliveninsel mit wenig Fremdenverkehr. Im Sommer verkehrt eine Fähre zwischen Alogoporos auf dem Festland und Agios Ioannis auf der Insel. Es gibt zwei Tavernen am Hafen, die vor allem von Fischern und Seglern besucht werden.